# Juan Miguel Ferrer
Juan Miguel Ferrer Grenesche (n. Madrid, España, 29 de mayo de 1961) es un sacerdote católico, teólogo, doctor  en liturgia, diplomado en arte sacro, profesor y escritor español.
Ordenado sacerdote en 1986 para la Archidiócesis de Toledo, en la cual durante estos años ha ejercido diversos cargos episcopales.
Fue nombrado en 2008, nuevo Subsecretario de la Congregación para el Culto Divino y la Disciplina de los Sacramentos. Posteriormente fue nombrado deán y canónigo mozárabe de la S.I.C.P. de Toledo donde ejerció hasta el 16 de octubre de 2021 tras presentar su dimisión.

## Biografía
Nacido en la ciudad de Madrid, el día 29 de mayo de 1961.
Hizo sus estudios de Teología en el Instituto Superior de Estudios Teológicos "San Ildefonso" de Toledo y fue ordenado sacerdote para la archidiócesis primada, el 5 de octubre de 1986 por el entonces cardenal-arzobispo Mons. Marcelo González Martín.
Luego se trasladó a Roma (Italia), donde obtuvo un doctorado en Sagrada Liturgia y una diplomatura en Arte sacro por el Pontificio Ateneo Sant'Anselmo.
A su regreso a la Archidiócesis de Toledo, pasó a ser Director del Secretariado Diocesano de Liturgia y de la Casa Sacerdotal, entre 1991 y 1994. 
Desde ese último año ha sido profesor de Liturgia en el Instituto Teológico San Ildefonso, del cual ejerció de Rector.
También fue nombrado canónigo capellán Mozárabe de la Catedral de Santa María de Toledo y en 2001 fue canónigo del Cabildo Metropolitano. En 2002 monseñor Antonio Cañizares lo designó vicario general, y en 2007 fue nombrado también vicario episcopal para Asuntos Económicos y ecónomo diocesano.
Al mismo tiempo ejerció de párroco de la Iglesia de Santo Tomé de Toledo.
Seguidamente fue elegido como Consultor de la Comisión Episcopal de Liturgia en la Conferencia Episcopal Española y además fue llamado por la Santa Sede para ser también Consultor de la Congregación para el Culto Divino y la Disciplina de los Sacramentos. En este tiempo se le otorgó el título de Capellán Magistral de la Soberana Orden militar y hospitalaria de San Juan de Jerusalén, de Rodas y de Malta ("más conocida como Orden de Malta").
Desde el día 9 de febrero de 2008, tras haber sido nombrado por Su Santidad el Papa Benedicto XVI, fue el Subsecretario de la misma congregación de la cual Antonio Cañizares fue Prefecto.
Una vez de regreso a Toledo como canónigo de la Catedral de Santa María de Toledo, en enero de 2015, hubo fuertes rumores de que Cañizares lo habría solicitado para ser su nuevo Obispo auxiliar en la Archidiócesis de Valencia ya que es conocido como su mano derecha, pero finalmente pasó a ocupar este cargo Esteban Escudero Torres y junto a él un año más tarde, Arturo Pablo Ros Murgadas y Javier Salinas Viñals.
Además de todas sus labores, dirige el programa "La liturgia. Dios con nosotros" en Radio María y el 15 de abril de 2016 fue uno de los interventores en el III Ciclo de Liturgia para seglares.
El 5 de noviembre de 2016 es nombrado Deán de la Catedral de Santa María de Toledo, cargo que compagina con la docencia en el Instituto Teológico San Ildefonso de Toledo y en la Universidad Eclesiástica San Dámaso de Madrid.
Desde el 16 de octubre de 2021 deja su cargo como deán de la Catedral de Toledo debido a la polémica con los fieles (estos llegaron a convocar un rezo colectivo para obtener una "reparación" por el daño recibido) en torno a la autorización que firmó para la grabación de un videoclip «Ateo» protagonizado por los cantantes C. Tangana y Nathy Peluso en la Catedral de Santa María de Toledo, por la que después la polémica decidió presentar su dimisión aun quedando pocos días para que finalizara su mandato (5 noviembre).

## Publicaciones
Entre todas sus publicaciones cabe destacar su libro «Los santos del nuevo Misal hispano-mozárabe». También es autor, además de realizar  numerosos trabajos publicados en obras colectivas o revistas especializadas, como su intervención «Eucaristía, don de Dios para la vida del mundo», en el II Congreso Eucarístico Internacional», o «La Eucaristía en la iniciación cristiana», «La Iniciación Cristiana y otros ritos en los rituales hispanos», «Dificultades, necesidades y líneas de acción para una pastoral de iniciación cristiana», «La liturgia en el catecismo de la Iglesia católica», «La celebración litúrgica y su valor en la transmisión de la fe» y «La Eucaristía en rito hispano-mozárabe: gestualidad y ambiente para la celebración», entre otros escritos.
Además suele impartir numerosas clases, cursos y conferencias por toda España.